# Dendrochilum pallidiflavens
Dendrochilum pallidiflavens är en orkidéart som beskrevs av Carl Ludwig von Blume. Dendrochilum pallidiflavens ingår i släktet Dendrochilum och familjen orkidéer.

## Underarter
Arten delas in i följande underarter:
- D. p. brevilabratum
- D. p. oblongum
- D. p. pallidiflavens